# گل محمد عارفی
گل‌محمد عارفی یک سیاست‌مدار اهل افغانستان است. وی والی (فرماندار) ولایت بادغیس افغانستان بود از ۲۰۰۱ تا ۲۰۰۵ این منصب را عهده‌دار بود.
| پیشین: None | فرماندار ولایت بادغیس، افغانستان ۲۰۰۱–۲۰۰۵ | پسین: عنایت‌الله عنایت |